# Суккот

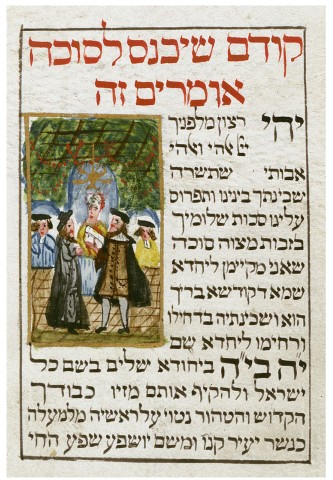
Молитва на Суккот

Сукко́т (ивр. סוכות‎), или Праздник кущей (ивр. חַג הַסֻּכֹּת‎), также Праздник собирания плодов (ивр. חַג הָאָסִף‎) — один из основных танахических праздников еврейского народа и один из трёх паломнических праздников, начинается 15-го числа месяца тишрей (осенью) и продолжается на протяжении семи дней. В это время по традиции совершают трапезы (а в хорошую погоду и ночуют) вне дома, в сукке, в память о блуждании евреев по Синайской пустыне. Кульминацией праздника является восьмой день, который называется «Шмини Ацеретом», но является, однако, самостоятельным праздником, дополняющим праздник Суккот.
Кущи также связываются со Скинией.
В европейском переводе Библии, праздник является омонимом местности Сокхоф. В оригинале также «суккот» (סכת или סוכות) — это и название праздника (досл. — «кущи», «шалаши», др.-евр.) и название местности / города «Суккот» / סוכות (Исх. 12:37, 38).

## Суккот в Торе
- Исх. 23:16;
- Исх. 34:22;
- Лев. 23:34;
- Лев. 23:39;
- Чис. 29:12;
- Втор. 16:13.

См. также: 2Пар. 8:13; Езд. 3:4; Неем. 8:14—17; Зах. 14:16—19.

## Правила и традиции

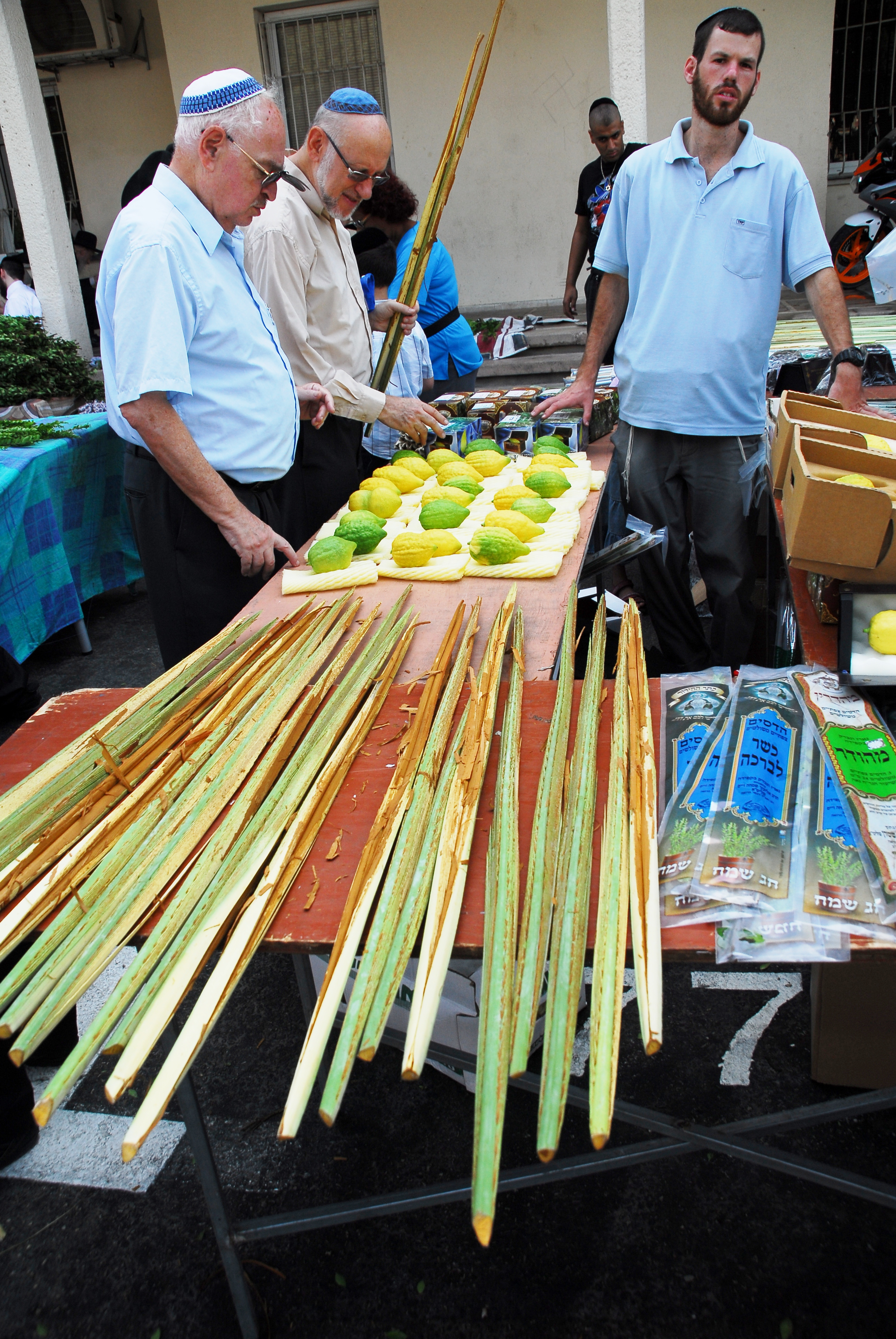
Лулавы и этроги

Седьмой день праздника Суккот называется Хошана раба, который имеет свои особые законы. Каждый день мужчины читают благословения, держа в руках лулав и этрог.
Можно пренебречь некоторыми правилами (проживание и приём пищи в сукке) в случае дождя или по состоянию здоровья.
В сукке на столе должны находиться четыре растения: этрог, лулав, мирт, ива. Эти растения символизируют людей. Есть люди, соблюдающие все законы Торы. Они имеют «вкус». Есть люди, совершающие благие поступки. Они имеют «запах». У этрога есть и вкус, и запах. Он символизирует праведников. У мирта есть запах, но нет вкуса. У лулава есть вкус, но нет запаха. У ивы нет ни вкуса, ни запаха.
В праздник сукку посещают семь ушпизинов («гостей»): Авраам, Исаак, Иаков, Давид, Моисей, Аарон и Иосиф.

## Суккот в иудео-христианстве

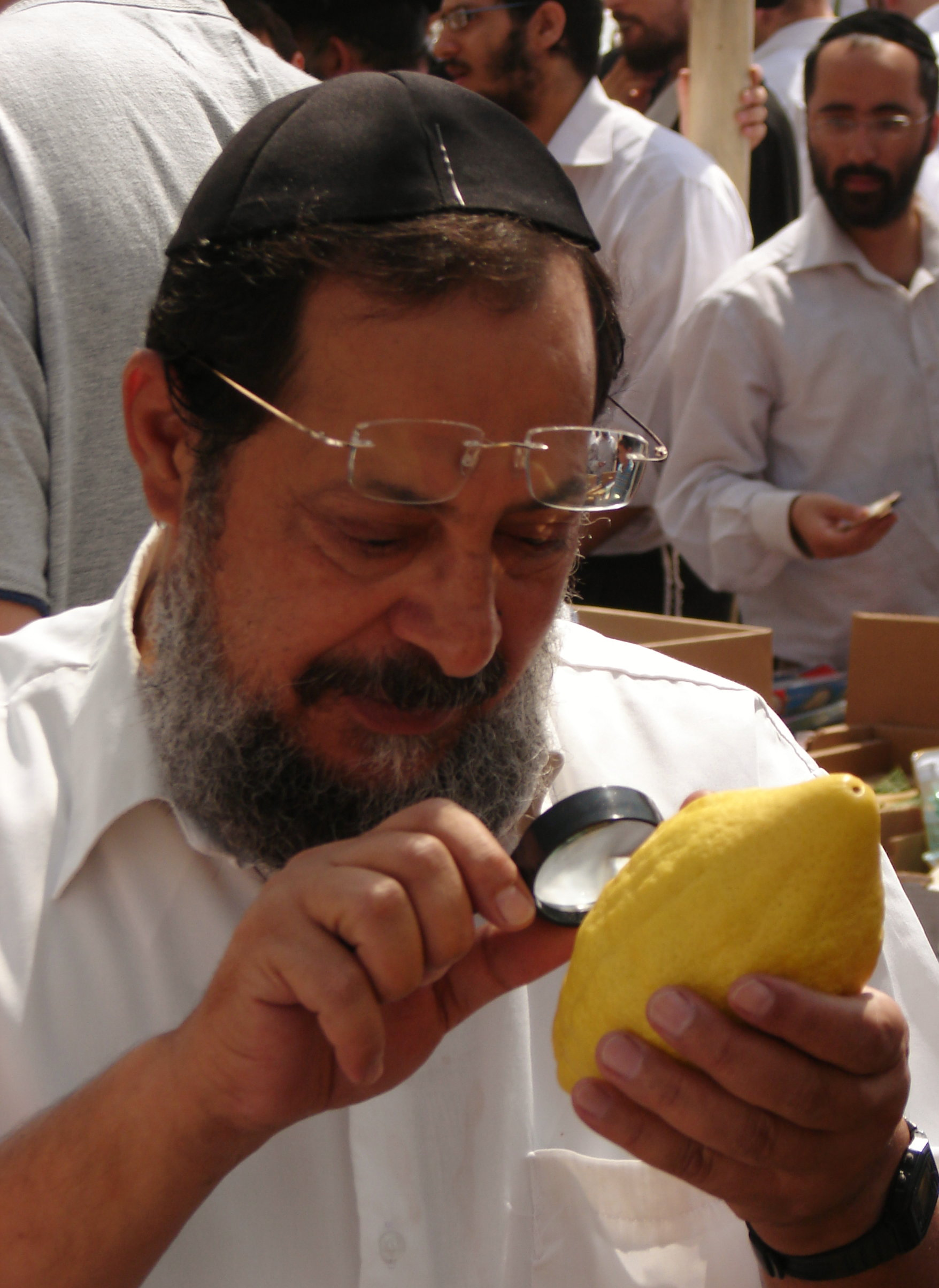
Отбор этрогов

В Новом Завете Иисус Христос, будучи воспитанным в иудейской традиции, празднует многие иудейские праздники, в том числе и Суккот.
Первое упоминание о соблюдении праздника группами, исповедующими иудео-христианские варианты мировоззрения, датируется[кем?] XVII веком (например, субботниками). Праздник отмечается в соответствии с его датой в иудейском календаре.

## Исру хаг
Следующий день после праздника Суккот называется Исру хаг. Этот день служит для связи крупнейших праздников (Песах, Шавуот и Суккот, после каждого из этих праздников отмечается Исру хаг) с остальными днями в году.